# Fósforo (sustancia fosforescente)

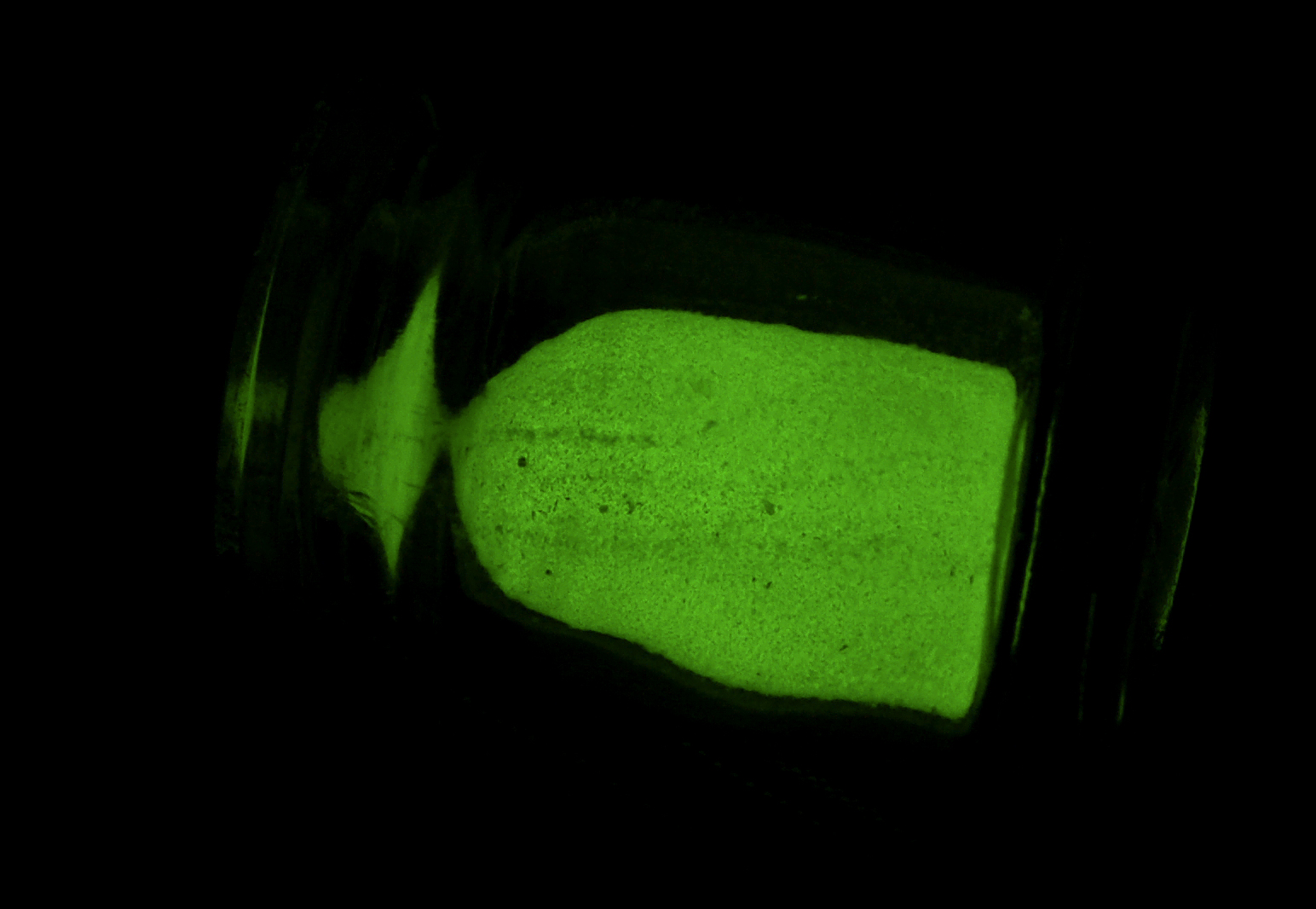
Ejemplo de Fluorescencia

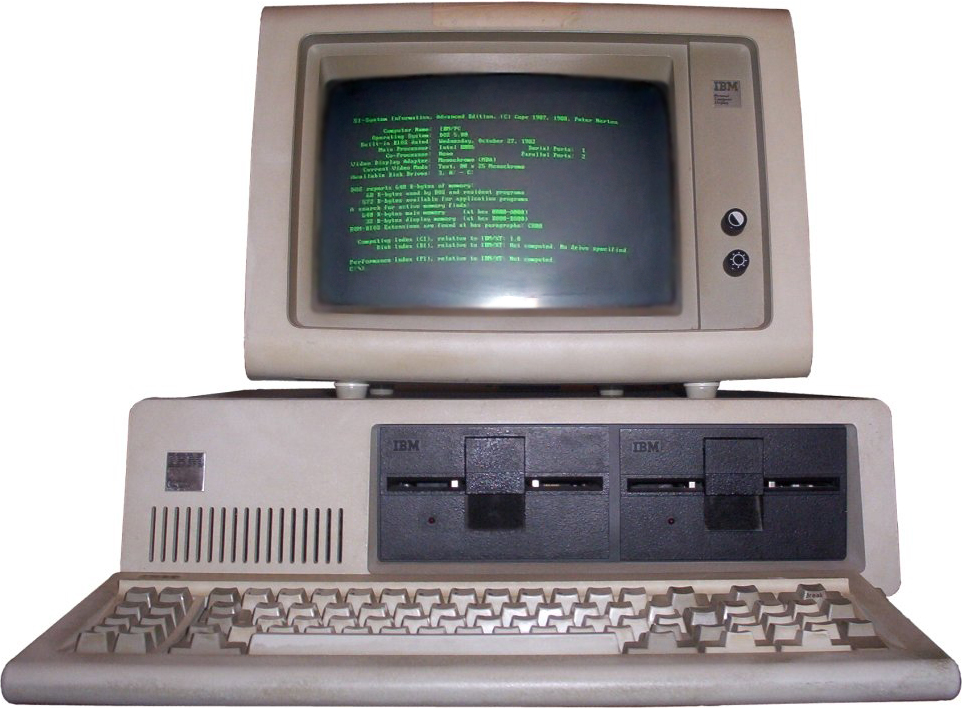
Monitor monocromático

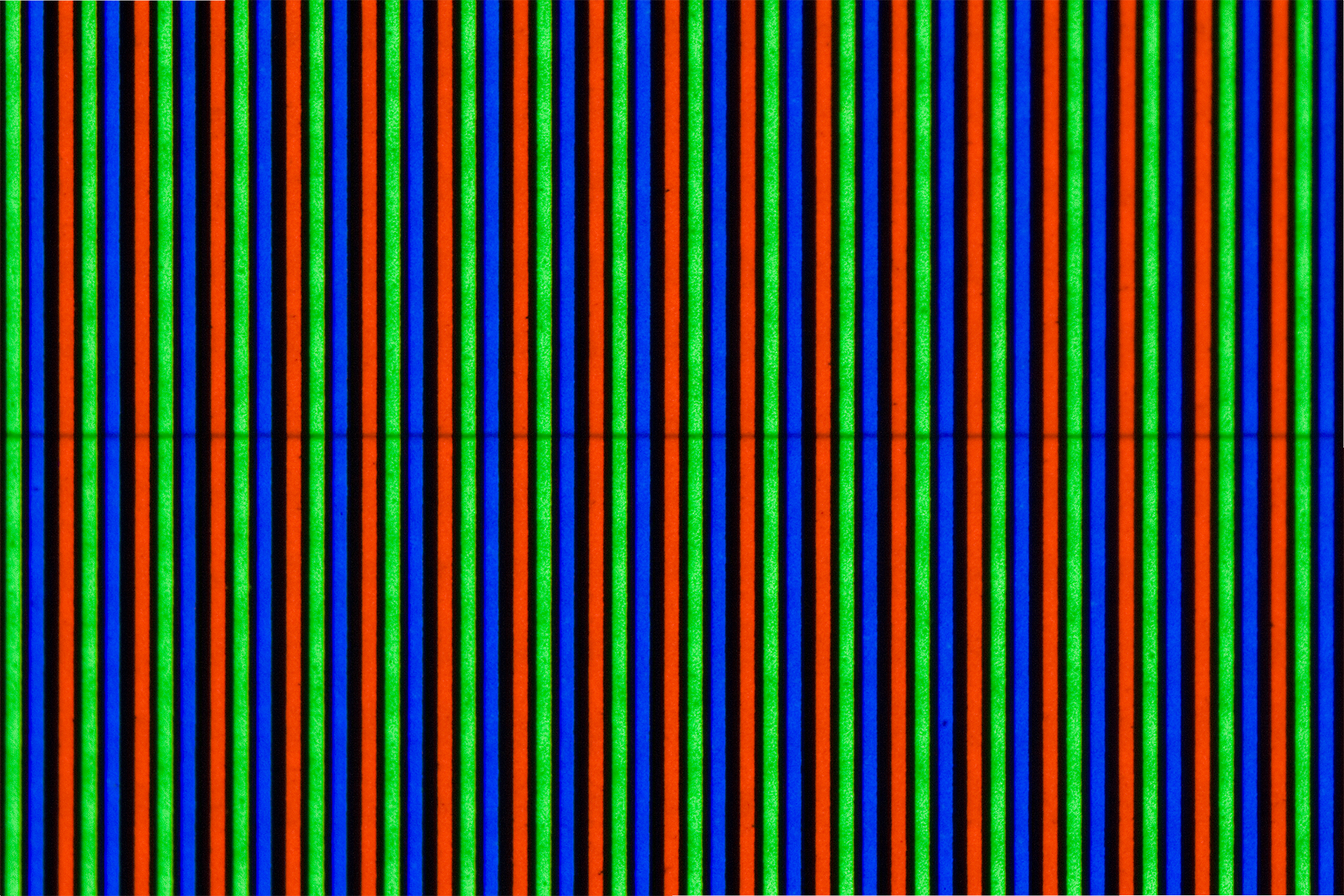
Fósforos en un tubo CRT de rejilla de apertura

Fósforo, en general, es una sustancia que exhibe el fenómeno de luminiscencia. Fácilmente confundible, este término engloba los materiales fosforescentes, que muestran un decaimiento bajo en brillo (1ms), y los materiales fluorescentes, en donde el decaimiento de emisión es superior a las decenas de nanosegundos. Los materiales fosforescentes son conocidos por su uso en pantallas de radar y juguetes que brillan en la oscuridad, mientras que los materiales fluorescentes son comunes en pantallas CRT, sensores y ledes blancos.
Los fósforos son compuestos de metales de transición o compuestos de  tierras raras de diversas clases. Los usos más comunes de los fósforos se encuentran en los tubos de rayos catódicos (CRT) empleados principalmente en pantallas, y luces fluorescentes. Los fósforos de los tubos CRT P fueron estandarizados aproximadamente desde la Segunda Guerra Mundial y son nombrados mediante la letra P seguida de un número.
El fósforo, el elemento químico del cual el fenómeno de la fosforescencia toma su nombre, puede emitir luz bajo ciertas condiciones, pero ésta es debida a la quimioluminiscencia, no a la fosforescencia.

## Principios
Un material puede emitir luz en forma de incandescencia, en el cual todos sus átomos irradian energía lumínica, o por luminiscencia, donde solamente una pequeña porción de los átomos, llamados núcleos de emisión o centros de luminiscencia emiten luz. En fósforos orgánicos, las heterogeneidades en la estructura cristalina son creadas usualmente por la adición de impurezas dopadoras conocidas como activadores. En casos extraños la dislocación u otro defecto en el cristal puede ocupar el lugar de las impurezas para producir el mismo efecto. La longitud de onda de la luz generada por el núcleo de emisión es dependiente del átomo emisor, y de la estructura cristalina a su alrededor.